# Código ATCvet
El código químico anatómico-terapéutico para medicamentos veterinarios, o el sistema ATC veterinario (código ATCvet para abreviar), es un identificador estadístico basado en medicamentos veterinarios utilizados en animales. El código ATC se asigna al medicamento veterinario de acuerdo con los principios del sistema de clasificación químico anatómico-terapéutico.
Los Códigos ATCvet son para fármacos de uso veterinario.
- 1.- Nivel (anatómico): Órgano o sistema en el cual actúa el fármaco. Existen 14 grupos en total.[2]

## Código ATC QA sistema digestivo Y metabolismo

### QA01 preparaciones estomatológicas
- QA01A Preparaciones estomatológicas
- QA01AA Agentes para la profilaxis de las caries
- QA01AB Antiinfecciosos y antisépticos para tratamiento oral local
- QA01AC Corticosteroides para tratamiento oral local
- QA01AD Otros agentes para tratamiento oral local

### QA02 agentes para el tratamiento de alteraciones causadas por ácidos
- QA02A Antiácidos
- QA02B Agentes contra la úlcera péptica y el reflujo gastroesofágico (RGE/GORD)
- QA02X Otros agentes contra alteraciones causadas por ácidos

### QA03 agentes contra padecimientos funcionales gastrointestinales
- QA03 Agentes contra padecimientos funcionales gastrointestinales
- QA03A Agentes contra padecimientos funcionales del estómago
- QA03B   derivados, monodrogas
- QA03C Antiespasmódicos en combinación con psicolépticos
- QA03D Antiespasmódicos en combinación con analgésicos
- QA03E Antiespasmódicos y anticolinérgicos en combinación con otras drogas
- QA03F Propulsivos

### QA04 antiémeticos y antinauseos
- QA04A antiémetico y antinauseosos

### QA05 terapia biliar y hepática
- QA05A Terapia biliar
- QA05B Terapia hepática, lipotrópicos
- QA05C Drogas para terapia biliar y lipotrópicos en combinación

### QA06 laxantes
- QA06A Laxantes

### QA07A antidiarreicos, agentes antiinflamatorios/antiinfecciosos intestinales
- QA07A Antiinfecciosos intestinales
- QA07B Adsorbentes intestinales
- QA07C Electrolitos con carbohidratos
- QA07D Antipropulsivos
- QA07E Agentes antiinflamatorios intestinales
- QA07F Microorganismos antidiarreicos
- QA07X Otros antidiarreicos

### QA08 preparados contra la obesidad, EXCL productos dietéticos
- QA08A Preparados contra la obesidad, excl. productos dietéticos

### QA09 digestivos, INCL. enzimas
- QA09A Digestivos, incl. enzimas

### QA10 drogas usadas en diabetes
- QA10A Insulinas y análogos
- QA10B Insulinas y análogos, excl. insulinas
- QA10X Otras drogas usadas en diabetes

### QA11 vitaminas
- QA11A Multivitamínicos, combinaciones
- QA11B Multivitamínicos solos
- QA11C Vitaminas A y D, incl. combinaciones de las dos
- QA11D Vitamina B1, sola y en combinación con vitaminas B6 y B12
- QA11E Vitaminas del complejo B, incl. combinaciones
- QA11G Ácido ascórbico (vitamina C), incl. combinaciones
- QA11H Otros preparados de vitaminas, monodrogas
- QA11J Otros preparados de vitaminas, monodrogas

### QA12 suplementos minerales
- QA12A Calcio
- QA12B Potasio
- QA12C Otros suplementos minerales

### QA13 tónicos
- QA13A Tónicos

### QA14 agentes anabólicos para uso sistémicos
- QA14A Esteroides anabólicos
- QA14B Otros agentes anabólicos

### QA16 Otros productos para el tracto alimentario y metabolismo
- QA16A Otros productos para el tracto alimentario y metabolismo
- QA16Q Otros productos para el tracto alimentario y metabolismo para uso veterinario.

## Código ATC QB sangre y órganos hemapoyéticos
| C | sistema cardiovascular |
| D | medicamentos dermatólogicos |
| G | aparato genitourinario y hormonas sexuales |
| H | preparados hormonales sistémicos, excl. Hormonas sexuales |
| J | antiinfecciosos en general para uso sistémico |
| L | agentes antineoplásicos e imunomodul adores |
| M | sistema muscuesqueletico |
| N | sistema nervioso |
| P | productos antiparasitarios, insectisidas y repelentes |
| R | sistema respiratorio |
| S | órganos de los sentidos |
| V | Código ATC QV VARIOS Todo el resto de los productos terapéuticos Agentes de diagnóstico Nutrientes generales Todo el resto de los productos no terapéuticos Medios de contraste Productos radiofarmacéuticos para diagnóstico Productos radiofarmacéuticos terapéuticos Vendajes quirúrgicos |

- 2.- Nivel: Subgrupo terapéutico
- 3.- Nivel: Subgrupo terapéutico o farmacológico
- 4.- Nivel: Subgrupo terapéutico, farmacológico o químico
- 5.- Nivel: Nombre del principio activo o de la asociación farmacológica

## Historia
- En 1976, la Clasificación Anatómica-Terapéutica (AT) fue desarrollada por la Asociación Europea de Investigación del Mercado Farmacéutico (EPhMRA); Los investigadores noruegos desarrollaron un sistema conocido como el código químico anatómico-terapéutico.
- En 1990, el Centro Colaborador de la OMS para la Metodología de Estadísticas de Medicamentos adaptó el sistema de clasificación anatómica-terapéutica química y comenzó a publicarlo oficialmente (1990, 1991, 1993, 1996, 1998, 2000-2013 ... ).[3]
- En 1990, el Consejo Nórdico de Medicamentos introdujo el sistema de clasificación ATCvet.
- En 2001, ATCvet se convirtió en parte del Centro Colaborador de la OMS.